# 赵德武
赵德武（1963年10月18日—），男，中华人民共和国四川省梓潼县人。他是西南财经大学教授，博士生导师。自2011年12月起，担任西南财经大学党委书记。 

## 生平
1984年毕业于四川财经学院（今西南财经大学），获会计学本科学士学位并留校任教；后在西南财经大学获得会计学硕士学位和经济学博士学位。
自1995年起，赵德武曾先后任西南财经大学会计学院副院长、西南财经大学会计学院院长兼党总支书记和西南财经大学党委常委、副校长；
2008年6月至2012年4月，担任西南财经大学党委常委、校长；
2011年12月起，担任西南财经大学党委书记；
2017年3月，当选为四川省社会科学界联合会副主席。